# البطولة الوطنية المجرية 1912–13
البطولة الوطنية المجرية 1912–13 (بالمجرية: 1912–1913-as magyar labdarúgó-bajnokság)‏ هو الموسم 12 من  البطولة الوطنية المجرية. أشرف على تنظيمه اتحاد المجر لكرة القدم، وكان عدد الأندية المشاركة فيه  10، وفاز فيه نادي فيرينتسفاروشي.